# Wolfgang Kahl (Autor)
Wolfgang Kahl (* 1951 in Kranichfeld) ist ein deutscher Autor für die mittelalterliche Landesgeschichte Thüringens.
Kahl studierte von 1975 bis 1979 Rechtswissenschaft an der Friedrich-Schiller-Universität Jena. Er verfasste Werke zur mittelalterlichen Geschichte Erfurts, Rudolstadts und Saalfelds, beschäftigte sich jedoch vor allem mit frühen urkundlichen Nachweisen von Orten in Thüringen. Dazu erschien seit 1996 in bisher sechs Auflagen sein Handbuch Ersterwähnung Thüringer Städte und Dörfer.

## Werke (Auswahl)
- mit Heinz Weigel: Wanderungen um den Stausee Hohenfelden und Kranichfeld. Erholungszentrum Stausee Hohenfelden, Kranichfeld 1986.
- Sagen und Geschichten von Kranichfeld. Rat der Stadt Kranichfeld, Kranichfeld 1988.
- Studie zur Korbmacherei in Thüringen. Kranichfeld 1989.
- Geschichte der Stadt Kranichfeld im Abriß. Kranichfeld 1993.
- Wolfgang Kahl: Ersterwähnung Thüringer Städte und Dörfer - Ein Handbuch. 6. Auflage. Rockstuhl, Bad Langensalza 2016, ISBN 978-3-86777-800-8 (Erstausgabe:  1996).
- mit Hansjürgen Müllerott: Die Vor- und Frühgeschichte Rudolstadts mit den Annalen von 775/786 bis 1503 und einem Exkurs aus der Geschichte Saalfelds. Thüringer Chronik-Verlag Müllerott, Arnstadt 2002, ISBN 3-910-13273-1.
- Geschichte der Stadt Kranichfeld: Ein Heimatbuch. Von den Anfängen bis 1989. Rockstuhl, Bad Langensalza 2012, ISBN 978-3-86777-438-3.